# Anthomyia
Anthomyia és un gènere de dípters braquícers de la família Anthomyiidae.

## Taxonomia
- A. bazini Séguy, 1929
- A. cannabina (Stein, 1916)
- A. canningsi Griffiths, 2001
- A. confusanea Michelsen in Michelsen & Báez, 1985
- A. facialis (Malloch, 1918)
- A. imbrida Róndani, 1866
- A. liturata (Robineau-Desvoidy, 1830)
- A. maura (Stein in Becker, 1908)
- A. mimetica (Malloch, 1918)
- A. monilis (Meigen, 1826)
- A. nigriceps (Huckett, 1946)
- A. obscuripennis (Bigot, 1886)
- A. ochripes Thomson, 1869
- A. oculifera Bigot, 1885
- A. plurinotata Brullé, 1833
- A. pluvialis (Linnaeus, 1758, 1758)
- A. procellaris Róndani, 1866
- A. quinquemaculata Macquart, 1839
- A. tempestatum Wiedemann, 1830
- A. xanthopus (Hennig, 1976)